# Pribnow box
In biologia molecolare, si definisce Pribnow box (o Pribnow-Schaller box, dall'inglese box=scatola) la sequenza di sei nucleotidi TATAAT che costituisce parte essenziale del promotore dei geni degli organismi procarioti. Tale sequenza è così definita in seguito agli studi estensivi sul tema di David Pribnow ed Heinz Schaller Si tratta di una sequenza consenso (cioè di una sequenza che si presenta in un elevatissimo numero di promotori analizzati) posta a dieci nucleotidi dal sito di inizio della trascrizione (motivo per cui è anche definita sequenza -10).
La Pribnow box ha funzioni simili alla TATA box presente nei promotori eucariotici: è infatti riconosciuta da una subunità della RNA polimerasi nella fase di inizio della trascrizione. Tale regione è anche la prima ad essere aperta per permettere la trascrizione stessa: l'elevata presenza di adenina e timina è fondamentale perché, a differenza di quello tra citosina e guanina, il legame tra questi due nucleotidi è più debole (presenta due legami idrogeno invece di tre) e la doppia elica si potrà aprire con maggior facilità rispetto ad una sequenza che presenti le 4 basi in sequenza casuale, e a maggior ragione di una che presenti molte associazioni citosina-guanina( C-G).
La sequenza risulta particolarmente conservata nel caso di sequenze consenso di promotori forti, che possono presentare anche un altro sito in posizione -35 (rispetto alla posizione +1 di inizio della trascrizione ) che favorisce il corretto inizio della trascrizione.
I sei nucleotidi della sequenza non hanno tutti stessa probabilità di essere presenti. I più probabili sono i primi due e l'ultimo, mentre le tre posizioni intermedie presentano un grado di variabillità più alto
| T   | A   | T   | A   | A   | T   |
| 82% | 89% | 52% | 59% | 49% | 89% |